# セラン駅
セラン駅（セランえき）は、バンテン州セラン市セラン郡チムンチャン区にある、KAIコミューターメラク線の駅である。駅番号はLM 06。

## 概要
駅は海抜17メートルの高さに位置します。この駅で旅客輸送を行う列車はメラク通勤線のみである。

## 歴史
1890年代、オランダ領東インド鉄道会社 Staatsspoorwegen は、バタビア(今ジャカルタ)とバンテンを結ぶ鉄道路線の建設を計画。セラン駅は、ランカスビトゥンとセラン間の鉄道区間の完成とともに、1900年7月1日に開業。

## 駅構造
セラン駅は3線あり、2号線は直線。駅構内の一角にはかつて倉庫だった建物がある。この元倉庫のすぐ隣には、蒸気機関車が走っていた給水塔もある。駅には高低の2つの旅客用プラットホームがある。
駅舎は1900年代のオランダ建築の原型を今なお残しており、インドネシアの文化遺産の一つとなっている。
この駅舎は、西向きの長方形の建物で、切妻屋根のヨーロッパ風の建築様式で、地上60センチの高さの基礎の上に建てられている。この駅舎のドアや窓は大きく、木材が使用されている。

## 隣の駅
KAIコミューター
メラク線
カランアントゥ駅 (LM 07) - セラン駅 (LM 06) - ワランタカ駅 (LM 05)

## 複合一貫輸送の支援
鉄道駅で利用できる公共交通機関は、一般的にオジェックまたはアンコットである。
| 公共交通機関名                        | 路線番号 | 路線                                                      |
| ------------------------------------- | -------- | --------------------------------------------------------- |
| Angkot Kota Serang (セラン市市内交通) | R03      | パクパタンバスターミナル - ラウ市場 - ケパンデアン (往復) |
| Angkot Kota Serang (セラン市市内交通) | R06      | チポチョクバスターミナル - パサルラマ - ラウ市場 (往復)   |
| Angkot Kota Serang (セラン市市内交通) | R07      | ケパンデアン - パサルラマ - ラウ市場 (往復)               |